# Common Desktop Environment
Common Desktop Environment (CDE) – otwartoźródłowe środowisko graficzne przeznaczone dla systemów uniksowych. Zostało ono opracowane przez The Open Group, powstanie jego miało na celu ujednolicenie środowiska programistycznego działającego na wielu systemach pochodzących od różnych producentów. CDE jest podstawowym środowiskiem graficznym w wielu systemach takich jak: Solaris, HP-UX, Tru64, AIX i OpenVMS.

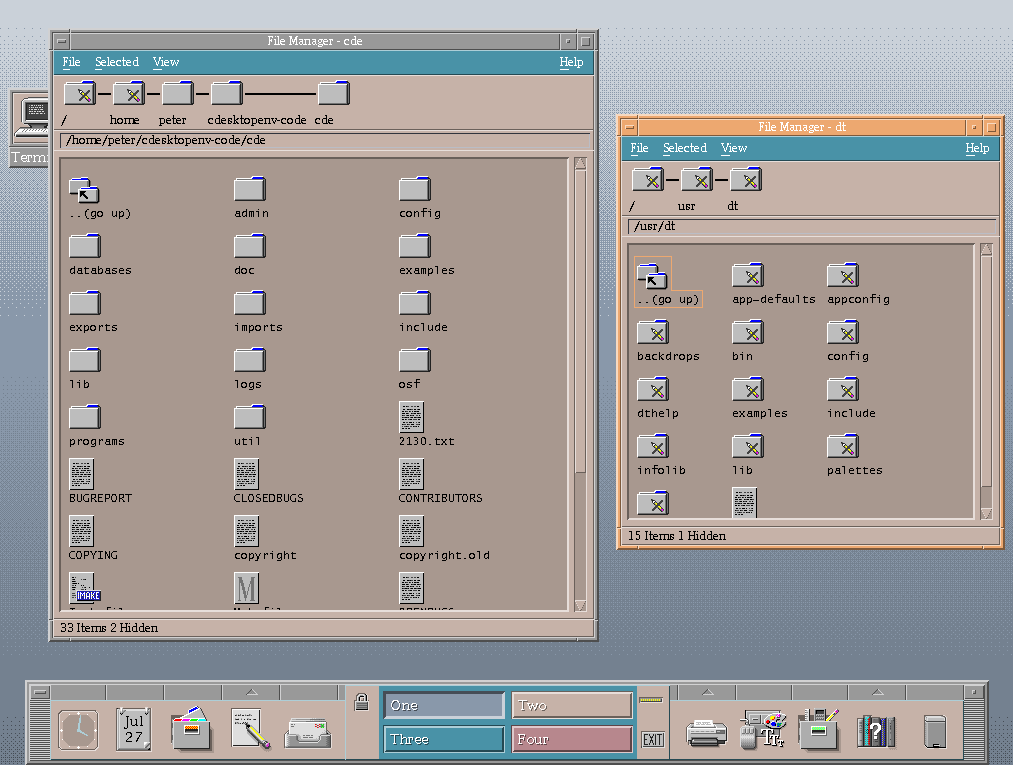
CDE

W roku 2012 kod źródłowy został udostępniony na licencji LGPL. W kolejnych wersjach zaadaptowano CDE do systemów z rodziny GNU/Linux oraz BSD.